# バーレーン

バーレーン王国
مملكة البحرين

国の標語：なし
国歌：بحريننا（アラビア語）
我等のバーレーン

バーレーン王国（バーレーンおうこく、アラビア語: مملكة البحرين, ラテン文字: Mamlakat al-Baḥrayn, マムラカト・アル＝バフライン）、通称バーレーンは、西アジア・中東に位置し、ペルシア湾のバーレーン島および大小33の島（ムハッラク島など）からなる立憲君主制国家。首都はマナーマ。
王家のハリーファ家はクウェートのサバーハ家やサウジアラビアのサウード家と同じくアナイザ族出身でスンナ派であるが、1782年以前はシーア派以外の宗派を認めていなかったサファヴィー朝やアフシャール朝の支配下にあった経緯もあり、国民の大多数をシーア派が占める。
1994年以後、シーア派による反政府運動が激化し、2001年2月に行われた国民投票によって、絶対王政の首長制から立憲君主の王制へ移行と共に王国へ改名した。

## 国名

### つづりや発音
正式名称はアラビア語で مملكة البحرين（ラテン文字:  Mamlakat al-Baḥrayn マムラカト・アル＝バフライン、マムラカトゥ・ル＝バフラインとなる）、通称 البحرين（ al-Baḥrayn / al-Baḥrain, アル＝バフライン）。
2002年、バーレーン国（State of Bahrain）から現在の名称に変更した。
公式の英語表記は Kingdom of Bahrain。通称 Bahrain。国民・形容詞は Bahraini。
日本語の表記はバーレーン王国。通称バーレーン。バハレーン、バハレインと書かれることもある。正則アラビア語での発音に即した学術的なカタカナでは「バフライン」になるが、日本語のフは「f」の響きを持つため実際には「バハライン」の方がアラビア語での発音に近い。
なおラテン文字転写al-Baḥraynのay部分は実際には二重母音のaiであるため、al-Baḥrainという表記もあり、全く同じ発音となる。al-Baḥraynという転写とal-Baḥrainという転写の間に特に差異は無く、アラビア文字でのつづりも全く同一である。
さらに口語アラビア語（現地方言、周辺方言など）では二重母音の発音となるay（ai）部分がエイ、エーとなるためアル＝バハレイン、アル＝バハレーンと読まれる。これらが日本語カタカナ表記で見られるバハレーン、バハレインの根拠となっている。
日本で用いられているバーレーンでは英語における発音を経由したために「バー」となっており、アラビア語において本来バハレーンと聞こえる口語発音の語頭Bah-部分をバフやバハではなくバーと伸ばしたカタカナ表記としたものである。

### 国名の意味
国名はアラビア語で「二つの海」という意味の双数形名詞の語頭に定冠詞のアルが接頭することで構成されている。
アル＝バフライン（アラビア語：البحرين, al-Baḥrayn）
- アル（al）：定冠詞（英語のtheに相当）
- バフル（baḥr）：【名詞・単数】海
- -アイン（-ayn）：双数（数が2つあることを示す）語尾

文語アラビア語ではアル＝バフラインは双数形の属格・対格語形だが、口語アラビア語では主格・属格・対格に関係無くアル＝バハレイン、アル＝バハレーンといった語形が用いられており、国名もその口語語形に当たる。
中世の歴史書・地理書には文語の双数・主格語形であるアル＝バフラーン（アラビア語：البحران, Baḥrān）の形などでも登場。
名称の由来については諸説あり確定していないが、同区域が複数の水域・海域に囲まれていること、また水源としての淡水と周囲を囲む海水の2種類が存在する環境にちなむとされている。島に湧く淡水と島を囲む海水を表すとされている。
なお、サウジアラビア東部からオマーンを含む広い範囲はアラビア語で同じく البحرين と呼ばれる（特に18世紀以前の同地域を指す時）。

## 歴史
かつてはディルムン文明と呼ばれるエジプト文明やシュメール文明に匹敵する文化の中心地であったといわれている。15世紀ごろまでは真珠の産地であった。
- 16世紀、ペルシャの圧力を受ける中、ポルトガルが進出。
- 1782年 ハリーファ家がカタールから移住。支配が始まる。
- 1867年 カタール・バーレーン戦争（英語版）発生。
- 1868年 イギリス・バーレーン合意（英語版）。
- 1880年 イギリスの保護国となる。
- 1931年 アメリカの国際石油資本スタンダード・オイル・オブ・カリフォルニア（英語版）（通称SoCal。現：シェブロン）の子会社であるBahrain Petroleum Company（BAPCO）が石油を発見。
- 1968年 イギリス軍のスエズ以東撤退が発表されたのを契機に、バーレーンを含む湾岸の9首長国が連邦結成協定を結ぶ。
- 1971年 バーレーン国として独立。
- 1975年 議会廃止。
- 1994年 - 1999年 1990年代バーレーン蜂起（英語版）発生。
- 2001年 民主化推進に向け、国民投票を実施。
- 2002年 絶対君主制から立憲君主制へ移行し、国名をバーレーン王国へ改称。
- 2011年 バーレーン騒乱。シーア派による反政府デモが起こる。

## 地理

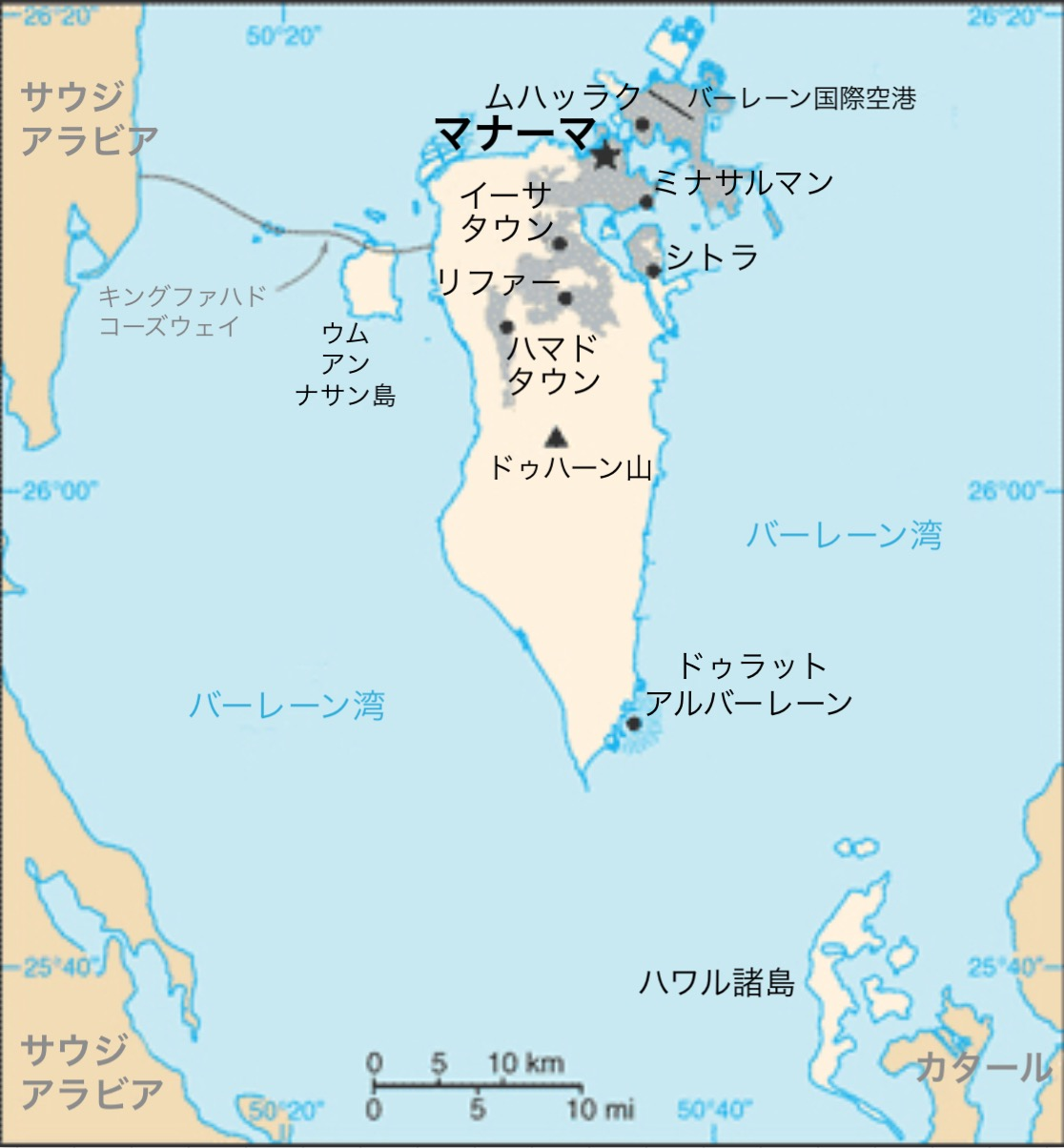
バーレーンの地図

サウジアラビアの東、ペルシャ湾内にある群島。主な島はバーレーン本島・ムハッラク島・シトラ島で、バーレーンには計33の島がある。国土の大半が砂漠と石灰岩に覆われている。面積は日本の琵琶湖とほぼ同程度である。
ケッペンの気候区分は砂漠気候（BW）。
サウジアラビアとは「キング・ファハド・コーズウェイ」という全長約24kmの橋によって結ばれている。

### 地方行政区分

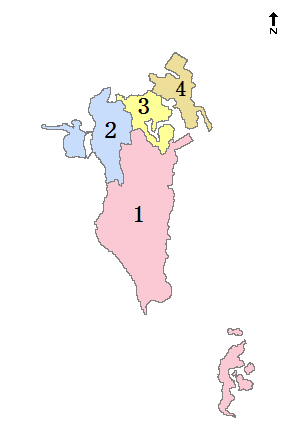
地方行政区分

4つの県がある。2003年7月3日までは12の行政区に分けられていた。
1. 南部県
2. 北部県
3. 首都県
4. ムハッラク県

## 政治

### 政体
かつては絶対君主制で、「クウェートより危うい国」とされていたが、湾岸戦争以後、民主化を求める国民による暴動が絶えず、首長（アミール）であるシャイフ・ハマド・ビン・イーサー・アール・ハリーファの下で次々と民主化を実行し、2002年より政体を立憲君主制とし、君主の称号を国王（マリク）と改めた。シャイフ・ハマド・ビン・イーサー・アール・ハリーファ首長は国王に即位した。二院制の国民議会（国王が任命する評議院と直接選挙による代議院）を設置し、内閣には国王によって任命される首相を置き、男女平等参政権や司法権の独立などの体制を整えている。

### 外交
外交面では中東地域の国々やイギリス、フランス、日本、アメリカを始め、多くの国と良好な関係を築いており、また親米国だが、カタールとはハワール諸島に関する領土問題がある。イラクと関係が悪かったこともあり、湾岸戦争時にミサイルで狙われたこともある。またペルシア湾を挟んで向かい合う大国イランとは、パフラヴィー朝が「バーレーンは歴史的にみてイラン（ペルシア）の領土である」と領有権を主張していたことから、同国に対して警戒心が強いとされる。イスラーム革命後は、イランが国内のシーア派を扇動して体制転覆を図るのではないかと脅威に感じており、バーレーンのスンナ派住民の間には、こうした警戒心から反イラン・反シーア派感情が強いとされる。アメリカも「敵の敵は味方」思考からスンナ派（政権側で少数派）のシーア派（国内多数）弾圧に懸念を表明しつつも、対話を促す程度にとどまってきた。
2016年1月2日にサウジアラビアがイスラム教シーア派の有力指導者を処刑したことをきっかけにサウジアラビアとイランの関係は急速に悪化し、イランの首都テヘランにあるサウジアラビア大使館が襲撃されたことをきっかけにサウジアラビアはイランとの国交を断絶し、これに続いてバーレーンもイランとの国交断絶を行っている。
隣国サウジアラビアとは、王家が同じ部族の出身ということもあって関係が深く、実質的な保護国となっている。2011年バーレーン騒乱の際は、サウジアラビアの軍事介入によって事態が収束した。
2020年8月26日、アメリカの国務長官マイク・ポンペオがバーレーンを訪問してハリファ国王と会談。同月にアラブ首長国連邦とイスラエルが国交を結んだことを受けて、アラブ諸国に追随を促すことを目的としたものであったが、ハリファ国王は「パレスチナ国家の樹立なくしてイスラエルとの和平は実現しない」として、言外に外交関係の変更を拒否した格好となった。しかし9月11日、一転してイスラエルとの国交正常化に合意した。

## 軍事
軍事面では湾岸戦争後、アメリカと防衛協定を結び、アメリカ軍が駐留しており、第5艦隊の司令部がある。2015年には明治維新以降として初の多国籍国際合同艦隊の司令官職として、日本の海上自衛隊より任命された幹部自衛官が赴任し、第5艦隊での国際協力任務を完遂した。南部の約25パーセントがアメリカ軍基地となっている。

## 経済

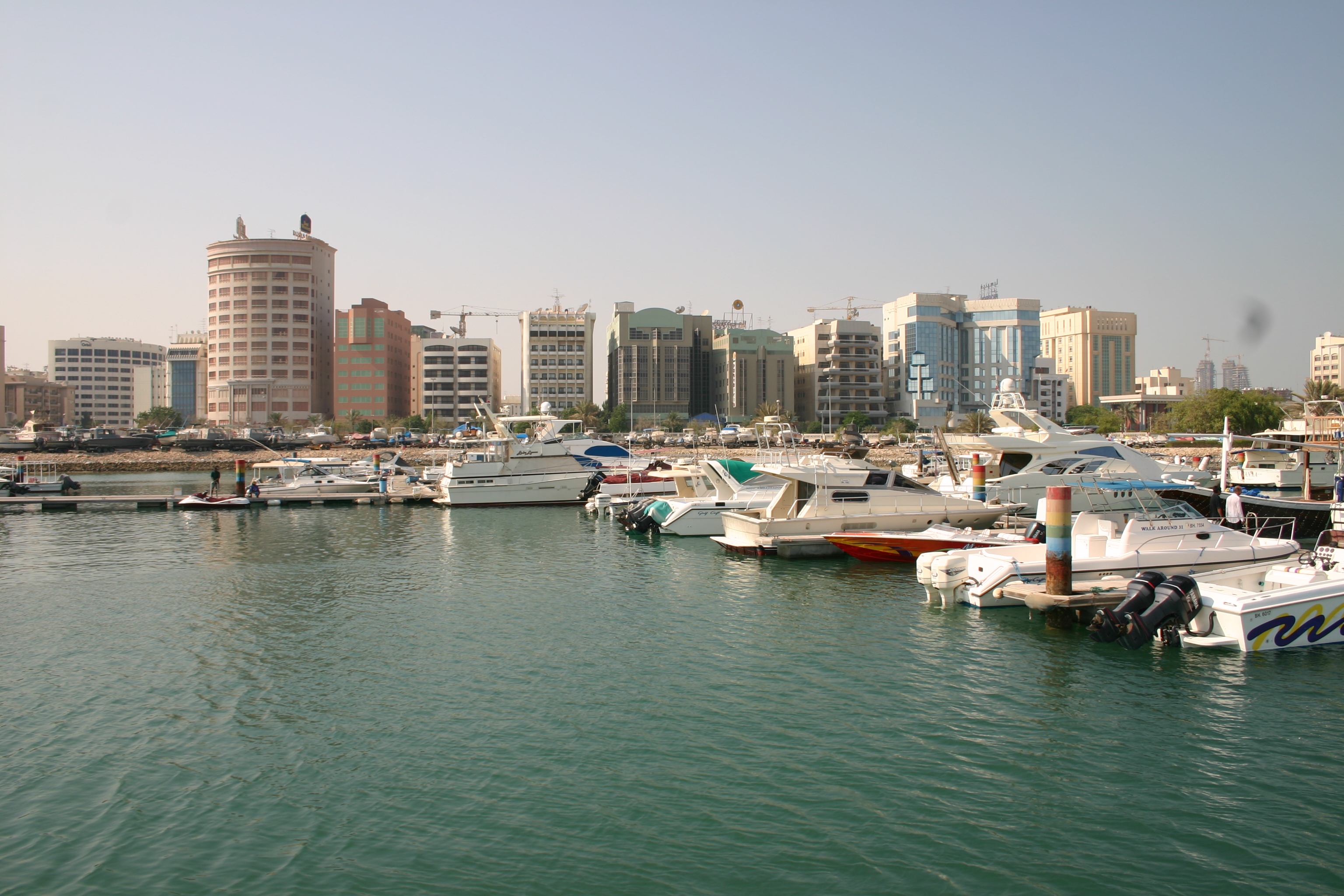
バーレーンの首都、マナーマ

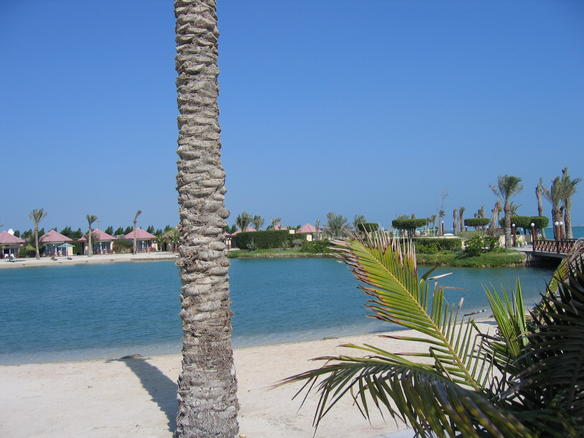
バーレーンの観光

IMFの統計によると、2011年のバーレーンのGDPは約261億ドルと推計されており、日本の島根県よりやや小さい経済規模である。
中東で最も早く石油採掘を行った国で、GDPの約30%は石油関連事業によるものであり、その恩恵で国民には所得税は無かったが、1970年ごろから石油が枯渇し始め、20年余りで完全に枯渇するという問題に直面していた。対策として給与の1%をザカートとして徴収するなど各種の税金が導入された。また資源探査を続けた結果、2018年4月1日、政府は西部沖合で国内で確認されていた埋蔵量を上回る規模の油田を発見したと発表している。
隣国サウジアラビアとは橋で結ばれているため、経済的な結びつきが強い。加えて同国が事実上の鎖国体制を敷いていることやペルシャ湾の入口にあるという地理的特性を活かし、中東のビジネスの拠点、金融センターを目指してインフラ整備を進め、石油精製やアルミ精製、貿易、観光などの新規事業も積極的に展開し、多国籍企業を始めとした外国資本が多数進出している。2010年9月、英国のシンクタンクのZ/Yenグループによると、バーレーンは世界第42位の金融センターと評価されており、中東ではドバイ、カタールに次ぐ第3位である。
古くから真珠採取業を行っており、高品質であるとされてきたものの、日本の真珠養殖業の発展に加え世界恐慌の影響によって徐々に衰退していった（「バーレーンの真珠採取業」を参照）。
観光にも力を入れており、現在は豊かな国の一つとして数えられているが、失業率が15%超（政府発表値約6.6%、2003年）とGDPと比べて高い。失業給付はザカートから捻出されている。
通貨単位はバーレーン・ディナール。レートは1米ドル＝0.377バーレーン・ディナール（2020年7月27日現在）。

## 交通

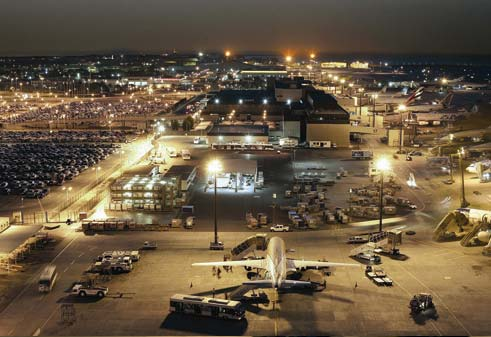
バーレーン国際空港
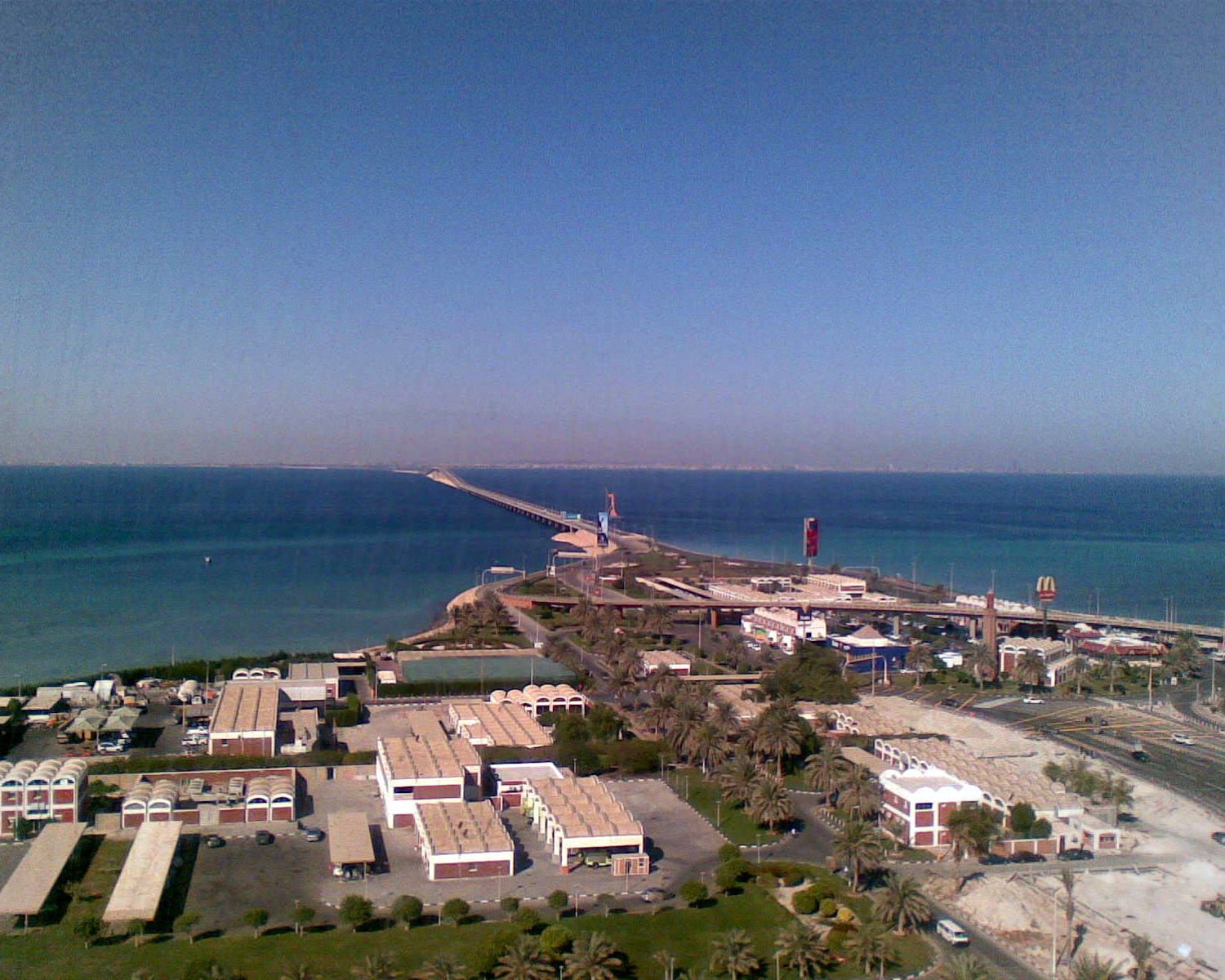
キング・ファハド・コーズウェイ

国営航空会社のガルフ・エアがアジアやヨーロッパ、アフリカ、オセアニア諸国に乗り入れている他、世界各国の航空会社がバーレーン国際空港に乗り入れている。日本から行く場合は、ドバイやドーハなどで乗り換えていくのが一般的である。
島国ではあるが、1986年にキング・ファハド・コーズウェイが開通、サウジアラビアとの間を車で行き来することが可能になっている。
2008年にライトレールの建設計画が公表されたが、2009年からの建設予定が度々延期が繰り返されている。

## 国民
| 国籍           | 国籍           | 国籍 | 国籍 | 国籍 |
| -------------- | -------------- | ---- | ---- | ---- |
|                |                |      |      |      |
| バーレーン国籍 | バーレーン国籍 |      | 46%  | 46%  |
| 外国籍         | 外国籍         |      | 54%  | 54%  |

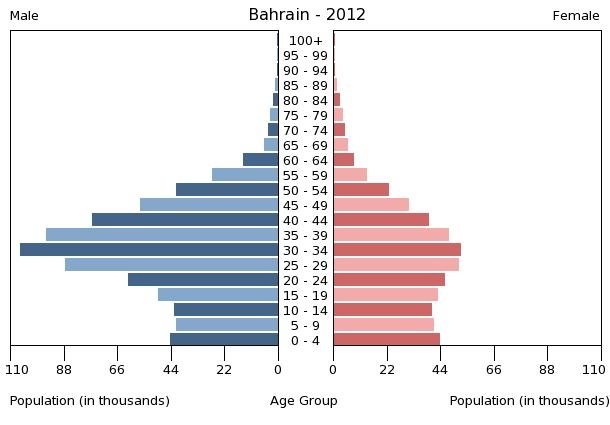
バーレーンの世代別人口分布

2010年の調査によると、総人口のうちバーレーン国籍者は46%（568,390人）に過ぎず、半数以上の54%（666,172人）を外国人労働者が占めている。その中で最大の勢力はインド人で、290,000人を数える。
住民はアラブ人が7割ほどを占めている（バーレーン人が63%、その他のアラブ人が10%）。その他にイラン人が8%、アジア人（印僑など）が19%などとなっている。シーア派多数の人口構成を変えるために、パキスタンなど他のスンナ派イスラーム諸国からの移民を受け入れ、国籍を与えていると言われている。

### 言語
言語は公用語がアラビア語で、日常的にはバーレーン方言が話される。他にペルシア語、ウルドゥー語、ヒンディー語などが使われる。英語も広く使われている。

### 宗教
| イスラム教の宗派 | イスラム教の宗派 | イスラム教の宗派 | イスラム教の宗派 | イスラム教の宗派 |
| ---------------- | ---------------- | ---------------- | ---------------- | ---------------- |
|                  |                  |                  |                  |                  |
| シーア派         | シーア派         |                  | 75%              | 75%              |
| スンニ派         | スンニ派         |                  | 25%              | 25%              |

宗教は、バーレーン国籍保持者に限ると、イスラームが99.8%に達し国教となっている。そのうちシーア派が75%、スンナ派が25%となっている。外国籍を含むと、イスラームが70.2%にまで下がり、残りはキリスト教が14%、ヒンドゥー教が10%などとなっている。近年はインドなどからの労働者の増加により、非イスラム教の割合が増加傾向にある。少数派であるスンナ派は政治やビジネスなどの面で優遇されて支配層を形成しているのに対して、多数派であるシーア派は貧困層が多く、公務員や警察には登用されないなど差別的な待遇に不満を感じているとされる。こうした不満が、2011年バーレーン騒乱に繋がったと見る向きもある。
宗教的規制
世界中からビジネス関係者や観光客が来ることもあってか、サウジアラビアやイランなどの周辺国に比べると世俗的で、宗教的規制はかなりゆるやかである。例えばアルコールは自由に飲むことができ、週末になると飲酒を禁じられている周辺国から人々が集まって盛り上がる。また、女性もヒジャブどころか顔や姿を隠す必要もない。

## 文化

### 音楽
欧米の軽音楽の聴取が自由であり、それらに影響された軽音楽がバーレーンでも製作されている。1981年にデビューしたオシリス (Osiris) はバーレーンを代表するロック・バンドで、ヨーロッパでもレコード、CDが発売されている。

### 女性の社会進出
女性の政治的社会進出も他の湾岸諸国に比べて進んでおり、就業率は23.5%（2001年）、大学進学率は11.8%（2001年、男子は13.2%）と高い水準を誇る。
またサビーカ王妃がアラブ女性連合最高評議会の議長を務めるほか、第61回国連総会議長のハヤー・アール・ハリーファ、同国初の女性閣僚となったナダー・アッバース・ハッファーズ博士など政府の要職に女性が就くことも珍しくない。

### 祝祭日
| 日付                               | 日本語表記                                 | 現地語表記          | 備考                     |
| ---------------------------------- | ------------------------------------------ | ------------------- | ------------------------ |
| 1月1日                             | 元日                                       | رأس السنة الميلادية |                          |
| 5月1日                             | メーデー                                   | يوم العمال          |                          |
| 12月16日、17日                     | バーレーン国祭日                           | اليوم الوطني        |                          |
| ムハッラム月1日                    | イスラム暦新年                             | رأس السنة الهجرية   | イスラム暦による移動祝日 |
| ムハッラム月9,10日                 | アーシューラー祭                           | عاشوراء             | イスラム暦による移動祝日 |
| ラビーウ・アル＝アウワル月12日     | 預言者生誕祭                               | المولد النبوي       | イスラム暦による移動祝日 |
| シャウワール月1，2，3日            | ラマダーン明け祭（イード・アル＝フィトル） | عيد الفطر           | イスラム暦による移動祝日 |
| ズー・アル＝ヒッジャ9日            | アラファト・デー                           | يوم عرفة            | イスラム暦による移動祝日 |
| ズー・アル＝ヒッジャ月10，11，12日 | 犠牲祭（イード・アル＝アドハー）           | عيد الأضحى          | イスラム暦による移動祝日 |

### スポーツ
サッカー
バーレーン国内ではサッカーが圧倒的に1番人気のスポーツとなっており、1957年にプロサッカーリーグのバーレーン・プレミアリーグが創設された。バーレーンサッカー協会（BFA）によって構成されるサッカーバーレーン代表は、これまでFIFAワールドカップには未出場となっている。AFCアジアカップでは、2004年大会で初めてグループリーグを突破しベスト4の成績を収め、さらに2019年大会ではベスト16に進出した。また、ガルフカップでは2019年大会で初優勝し、西アジアサッカー選手権でも2019年大会で初優勝しており、近年は上昇基調にある。
クリケット
クリケットも人気スポーツの一つである。バーレーンのクリケットは、1932年にイギリス海軍とイギリス空軍の間の試合で始まった。バーレーンクリケット連盟は、2001年に国際クリケット評議会に加盟した。バーレーンの国際試合デビュー戦は1979年に行われており、2006年にクウェートで開催された中東カップで伝統国のアフガニスタンを破って優勝した。バーレーンは初期の成功を経て、青少年育成プログラムを頼りに国際舞台に復帰しつつある。クリケットが最も人気の地域である南アジア出身の外国人労働者が、バーレーンの人口の多くを占めていることもクリケット人気の要因の一つである。100を超えるクリケットチームが国内のリーグでプレーしている。
モータースポーツ

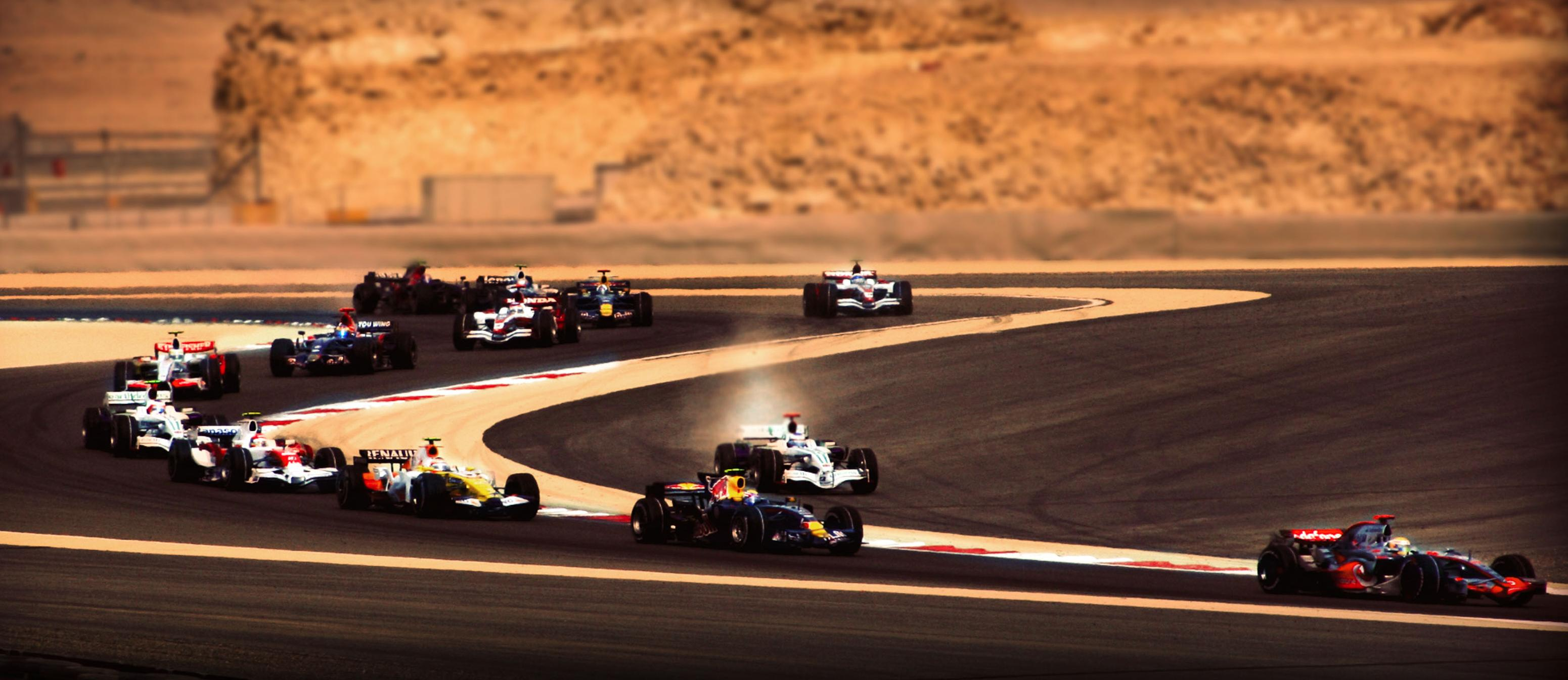
バーレーンGP

バーレーン西部の港町であるザラク近郊の砂漠地帯であるサヒールにサーキットを建設しており、F1開催の誘致に成功した。2004年からはバーレーンGPを開催している。
陸上競技
バーレーンでは2000年代以降、ケニアやエチオピアなどのアフリカ出身の選手を多数帰化させるなど陸上競技の強化を進めており、オリンピックや世界陸上、アジア競技大会などの国際大会において優勝者や上位入賞者を輩出している。